# Захари Карабашлиев
Захари Карабашлиев е български писател, драматург и сценарист. Автор е на романи, разкази, пиеси и сценарии, по които са снимани филми и поставяни пиеси в България и други страни.

## Биография
Роден е на 14 април 1968 г. във Варна. Завършва гимназия в родния си град и записва българска филология в Шуменския университет. Започва да пише  разкази и критически текстове на 20-годишна възраст, публикува в „Литературен вестник“. Свири на китара и основава рок група. Работи като дисководещ и има предаване в радио „Варна“. Водещ е и на предаването „Фул макс“ на радио „Шумен“. През 1997 г. заминава за САЩ. Работи, учи художествена фотография в щатския университет в Охайо и започва да се занимава професионално с това. В Лос Анджелис завършва филмови продуцентски класове и участва в кино- и театрални уъркшопове. Пише на български и на английски език.
През 2008 г. в България излиза първият му роман – „18% сиво“, който печели редица литературни награди и заема място сред стоте най-любими книги на българите в класацията на БНТ „Голямото четене“. Екранизиран е от Виктор Чучков-син по сценарий на писателя (2019). Романът е публикуван в САЩ през 2013 г. от Open Letter Books и в редица други държави: Франция, Полша, Словакия, Хърватия и Сърбия.
През следващите години публикува сборниците с разкази  „Кратка история на самолета“ (2009), за който получава наградата „Хеликон“ за 2009 година, и „Симетрия“ (2011).
През 2014 г. Захари Карабашлиев се завръща в България. Работи в издателство „Сиела“, на което става и главен редактор. От юли до ноември 2022 г. е писател драматург на Народния театър „Иван Вазов“, ръководен от директора Васил Василев, но подава оставка поради разгарящия се конфликт в Народния театър.
Съставя две антологии със съвременни български разкази: „Обича ме, не те обича“ (2015) и „Преодоляване“ (2016). През 2017 г. излиза от печат неговия втори роман „Хавра“, награден с Националната литературна награда „Христо Г. Данов“. През 2018 г. писателят участва в учредяването на литературния фестивал „Варна лит“, насочен към децата и детското четене.

## Творчество
Автор е на романите „Рана“ (2023), „Опашката“ (2021), „Хавра“ (2017), „18% сиво“ (2008), на повестта „Жажда“ (2019), на сборниците с разкази „Кратка история на самолета“ (2009), „Симетрия“ (2011), „Не толкова кратка история на самолета“ (2018) и др.
Съставител на сборници с разкази „Обича ме, не те обича“ (2015), „Преодоляване“ (2016), „Нашата Коледа“ (2022), „Нашата Коледа 2“ (2023), на есета, статии и други публикации в списания, вестници, алманаси, сборници, сайтове.
Негови пиеси са поставяни на сцена в България и чужбина, а сред тях са: „Неделя вечер“ (2009, 2024), „Опашката“ (2022), „Талант“ (2022), „Лисабон“ (2024), „Откат“ (2010), както и радиопиесите „Жажда“ (2020) и „Неделя вечер“ (2012). 
По негови сценарии са снимани филмите: „18% Grеy“ (2020), „Twice Upon A Time In The West“ (2014), а по негови разкази късометражните филми „Непознати“, „Запетаята“, „Торта“ и др.  
Белетристиката на Захари Карабашлиев е превеждана и публикувана в Съединените щати, Франция, Германия, Полша, Турция, Словакия, Хърватия, Сърбия, Македония, включена в престижната американска антология „Най-добрата европейска проза 2018”. 
Пиесите му са поставяни на сцени в България и чужбина. 
От 2014 г. до днес Захари Карабашлиев е главен редактор на голямото българско издателство „Сиела“.
Между 2014 и 2017 води курсове по творческо писане в СУ „Св. Климент Охридски“ като хоноруван преподавател. 
През 2017 в град Варна основава Международния литературен фестивал „Варна Лит“, на който е и творчески директор. Акцентът на фестивала е литературното възпитание на деца и младежи, организира срещи на писатели и творци от цял свят, както и семинари и работилници с ученици от над 80 държавни, общински и частни училища от града и окръга. 
През 2022 за кратко заема поста писател-драматург на Народен театър „Иван Вазов“, но подава оставката си и напуска в знак на несъгласие с директора на театъра. 
През 2021 е удостоен с титлата „Доктор хонорис кауза“ на Шуменски университет „Св. Епископ Константин Преславски“.
От 2024 е член на настоятелството на Нов български университет. 

## Награди

### Литературни награди
- Награда „Роман на годината“ на „Фонд 13 Века България“ 2024 г. за „Рана“[4]
- Награда „Роман на годината“ на „Фонд 13 Века България“ 2022 г. за „Опашката“;
- I награда в категория „Проза“ на Годишните награди на „Портал Култура“ 2022 г. за „Опашката“
- Награда „Цветето на Хеликон“ 2022 г. за „Опашката“
- Награда „Роман на годината“ на „Фонд 13 Века България“ 2018 г. за „Хавра“;
- I награда в категория „Проза“ на Годишните награди на „Портал Култура“ 2018 г. за „Хавра“
- Награда в категория „Проза“ „Христо Г. Данов“ 2018 г. за „Хавра“
- Награда „Цветето на Хеликон“ за „Хавра“ 2018 г.
- Награда на Столична библиотека за „Най-четен автор“ 2022 г.
- Награда на Столична библиотека за „Най-четена книга“ 2023 г. за „Рана“
- Награда „Златен лъв“ за „Най-значим издателски проект“ 2023 за „Рана“
- Награда „Хеликон“ 2010 г. за „Кратка история на самолета“
- Награда „Цветето на Хеликон“ 2019 г. за „18% Сиво“
- Награда „Роман на годината“ на Фондация ВИК(сега „13 Века България“) 2009 г. за „18% Сиво
- Номинации за „Елиас Канети“
- Награда „Роман на годината“ на „Фонд 13 Века България“ 2024 г. за „Рана“

### Театрални награди
- „Аскеер“ за драматургия 2010 г. за „Неделя вечер“
- „Награда на публиката“ 2011 г. Театрален фестивал във Висбаден за „Откат“
- „Аскеер“ за най-добро представление на „Опашката“ (реж. Явор Гърдев)